# Remote-App
Eine Remote-App ist ein Computerprogramm, das in der Lage ist, Geräte über ein Kabel, eine Funkverbindung (z. B. Bluetooth) oder ein Netzwerk (LAN/WLAN) fernzusteuern. 

## Einsatz
Sie kommen auf Computern oder anderen Netzwerk- oder Bluetooth-fähigen Geräten wie Smartphones oder Tablet-PCs zum Einsatz. Sie sind für verschiedene Betriebssysteme wie Android, Apple iOS, BlackBerry OS, Windows und andere verfügbar und werden auf verschiedenen Gebieten eingesetzt. Die folgende Übersicht dient der Verdeutlichung des Begriffes und erhebt keinen Anspruch auf Vollständigkeit.  

### Unterhaltungselektronik
- Fernsteuern von Receiver
  - Apps der Hersteller
- Fernsteuern von Fernsehern
- Fernsteuern von DVD-Playern oder Blu-ray_Disc-Playern
- Fernsteuern von DSLR-Kameras

| Hersteller | Name der App           | Hersteller der APP | kompatible/inkompatible Geräte | kompatible Remotegeräte | inkompatible Remote-Geräte | Funktionsumfang | Betriebssystem |
| ---------- | ---------------------- | ------------------ | --- | --- | -------------------------- | --------------- | --- |
| Canon      | DSLR Controller (BETA) | Chainfire          | Canon EOS1D mk IV, 5D mk II, 5D mk III, 50D, 550D, 60D, 600D, 7D, 1100D, etwas weniger gut: 1D mk III, 1Ds mk III, 30D, 40D, 400D, 450D, 1000D, ältere Modelle werden nicht unterstützt. | Samsung Galaxy S2, S3 and Note mit USB Host Kabel, Motorola Xoom (3.2 without root, 3.0 possibly with root), Acer Iconia A500/1, Asus Transformer/Prime, Toshiba Thrive, Samsung Galaxy Tab 8.9", 10.1", 10.1"v, Lenovo Thinkpad, B&N Nook Color, Amazon Kindle Fire | Beispiel                   | Beispiel        | Android mit Armv7-A oder neuer, nicht gerootet: Android 3.1 oder höher mit USB host kernel+API support; gerootet: Android 2.3.1 oder höher mit USB host kernel support |

In der Unterhaltungselektronik werden Apps von den Herstellern der Geräte sowie von Fremdanbietern angeboten. 
| Hersteller | Name der App                      | Hersteller der APP  | kompatible/inkompatible Geräte | kompatible Remotegeräte                                                                                  | inkompatible Remote-Geräte  | Funktionsumfang | Betriebssystem     |
| ---------- | --------------------------------- | ------------------- | --- | --- | --------------------------- | --- | ------------------ |
| Panasonic  | Panasonic Viera IR Remote control | Wik Pun             | nicht bekannt | Sharp SH-12C                                                                                             | nicht bekannt               | Basisfunktionen zur Bedienung des Fernsehers                                                                                                 | Android            |
| Samsung    | SamyGo Remote                     | Tom Quist           | kompatibel: Fernseher von 2010 mit Internet@TV: Modelle größer oder gleich LCD 650, LED 6500, PDP 6500, Fernseher von 2011 mit dem AllShare Feature: Modelle größer oder gleich LCD 550, LED 5500, PDP 5500, Blu-ray-Disc-Player von 2011 mit dem Smart Hub Feature; inkompatibel: C490, C5100, C6300, C680, C687 | Beispiel                                                                                                 | Beispiel                    | Beispiel | Android            |
| Samsung    | Samsung Remote Tab                | Beispiel            | kompatibel: Fernseher von 2010 mit Internet@TV feature, Modelle größer oder gleich LCD 650, LED 6500, PDP 6500, Fernseher von 2011 mit AllShare Funktion:Modelle größer oder gleich LCD 550, LED 5500, PDP 5500 Blu-ray-Disc-Player von 2011 mit Smart Hub Funktion: Modelle größer oder gleich BD-Player D5300, BD-HTS D5000, BD-AVR D7000, BD-HDD Combo D6900/8200/8500/8900 | Galaxy Tab und optimiert für eine Auflösung von 1024*600, andere Auflösungen funktionieren wohl schlecht | Beispiel                    | Gerät An/Aus via Bluetooth (nicht für alle Modelle),                                                                                         | Android            |
| Samsung    | Samsung Remote iPhone-App         | Samsung Electronics | Fernseher von 2010 mit Internet@TV featureModelle größer als LCD 650, LED 6500 and PDP 6500, Fernseher von 2011 mit AllShare Feature, LCD 550, LED 5500 and PDP 5500 oder größer, BD-Player von 2011 mit Smart Hub BD-Player D5300 oder höher, BD-HTS D5000 oder höher, BD-AVR D7000, BD-HDD Combo D6900/8200/8500/8900 | iPhone, iPod touch und iPad                                                                              | iOS geringer als 4.2        | TV/BD Fernbedienung, Smart Hub-Bedienung, Tastatur für Smart-TV, Spielekontroller für Spiele in Smart TV, Bedienungsanleitung, Einstellungen | iOS 4.2 oder höher |
| LG         | LG TV Remote                      | LG Electronics      | LZ9600 oder höher von 2011 (Modellnummer beginnt mit LZ9), LW 5500 und LV 5500 Series Higher@TV 2011, LV 3700 Series (LV372S / LV373S / LV375S / LV3700) | Modelle, deren Modellnummer mit LK beginnt.                                                              | iPhone, iPod touch und iPad | nicht bekannt | iOS 3.2 und höher  |
| Onkyo      | Onkyo remote                      | Onkyo corporation   | Alle Netzwerk-A/V Receiver von 2010/11, Stereo Receiver TX-8050 Network und T-4070 Stereo Tuner | Beispiel                                                                                                 | Beispiel                    | Beispiel | Android            |
| Sony       | media remote for Android          | Beispiel            | Blu-ray Disc(TM)-Player: BDP-S370, S470, S570, S770, S1700, BX37, BX57, S380, S480, S580, S780, BX38, BX58, S390, S490, S590, S790, BX39, BX59, NSZ-GP9; Blu-ray Disc(TM)-Home Entertainment-System: BDV-IZ1000W, HZ970W, E970W, E870, E770W, E670W, E570, E470, E370, T57, F7, F700, F500, E985W, E980W, E980, E880, E780W, E580, E380, T58, L800M, L800, L600, N990W, N890W, N790W, N590, E690, E490, E385, E390, E290, E190, NF720, NF620, EF420, EF220, T79, T39; Netzwerk-Medienplayer: SMP-N100, SMP-N200, NSZ-GP7; AV-Empfänger: STR-DN1020, STR-DN1030, STR-DA1800ES;BRAVIA: Serie KDL-HX92, Serie HX82, Serie HX72, Serie NX72, Serie EX72, Serie EX62, Serie EX52, Serie EX42, Serie EX32, Serie CX52, Serie HX85, Serie HX75, Serie EX65, Serie EX55; Sony Internet-TV: NSX-24GT1, 32GT1, 40GT1, 46GT1, NSZ-GT1;VAIO: VAIO L (SVL241) | Beispiel                                                                                                 | Beispiel                    | Beispiel | Android            |

### Fahrzeugtechnik
- Monitoring von Motordaten: Hierbei wird ein Sender, welcher an die Fahrzeugelektronik angeschlossen wird, per Kabel oder Funk mit einem Computer/Smartphone gekoppelt, auf dem Fahrzeugdaten wie Drehzahl, Temperaturen und Ähnliches ausgewertet werden kann.